# 大和田宿
大和田宿（おおわだじゅく）は、川越街道（往還としての名称は川越児玉往還）にあった宿場。現在の埼玉県新座市に位置する。

## 概要
江戸時代になると柳瀬川の渡河地にあたる大和田が宿場となった。上宿・中宿・下宿によって構成されている。
宿場より南の現在の野火止交差点で引又街道（現在の志木街道）と交差しており、浦和・清瀬方面へも交通していた。

## 隣の宿
川越・児玉往還
膝折宿 - 大和田宿 - 大井宿
『江戸名所図会』は野火止を膝折宿と大和田宿の間の宿としている。